# Kendall (Familienname)
Kendall ist ein englischer Familienname.

## Namensträger
- Amos Kendall (1789–1869), US-amerikanischer Politiker
- Barbara Kendall (* 1967), neuseeländische Windsurferin
- Bobby Kendall (* um 1945), US-amerikanisches Model und Schauspieler
- Bruce Kendall (* 1964), neuseeländischer Windsurfer
- Bruce B. Kendall (1919–2012), US-amerikanischer Politiker
- Carol Kendall (1917–2012), US-amerikanische Schriftstellerin
- Charles West Kendall (1828–1914), US-amerikanischer Politiker
- David George Kendall (1918–2007), britischer Statistiker
- Doug Kendall (1964–2015), US-amerikanischer Jurist
- Edward Calvin Kendall (1886–1972), US-amerikanischer Biochemiker
- Elizabeth Kendall (Autorin) (* 1945), US-amerikanische Autorin
- Elizabeth Kendall (Politikerin) (* 1971), britische Politikerin
- Elva R. Kendall (1893–1968), US-amerikanischer Politiker
- Frank Kendall (* 1949), US-amerikanischer Beamter
- Hannah Kendall (* 1984), britische Komponistin
- Henry Kendall (1839–1882), australischer Dichter
- Henry Way Kendall (1926–1999), US-amerikanischer Physiker
- Howard Kendall (1946–2015), englischer Fußballspieler und -trainer
- Ian Kendall (1947–2010), englischer Fußballspieler
- Jo Kendall (1938–2022), britische Schauspielerin
- John Kendall-Carpenter (1925–1990), englischer Rugby-Union-Spieler
- John W. Kendall (1834–1892), US-amerikanischer Politiker
- Jonas Kendall (1757–1844), US-amerikanischer Politiker
- Joseph G. Kendall (1788–1847), US-amerikanischer Politiker
- Joseph M. Kendall (1863–1933), US-amerikanischer Politiker
- Karson Kendall (* 2000), Fußballspieler von den Amerikanischen Jungferninseln
- Kay Kendall (1927–1959), britische Schauspielerin
- Kenneth Kendall (1924–2012), britischer Nachrichtensprecher
- Kerri Kendall (* 1971), US-amerikanische Schauspielerin
- Konner Kendall (* 1997), Fußballspieler von den Amerikanischen Jungferninseln
- Larcum Kendall (1719–1790), britischer Uhrmacher
- Lee Kendall (Poolbillardspieler), englischer Poolbillardspieler
- Lee Kendall (Fußballspieler) (* 1981), walisischer Fußballspieler und -trainer
- Levon Kendall (* 1984), kanadisch-irischer Basketballspieler
- Mark Kendall (Fußballspieler, 1958) (1958–2008), walisischer Fußballspieler
- Mark Kendall (Fußballspieler, 1961) (* 1961), englischer Fußballspieler
- Maurice George Kendall (1907–1983), britischer Statistiker
- Nathan E. Kendall (1868–1936), US-amerikanischer Politiker, Gouverneur von Iowa
- Oswald Kendall (1880–1957), britischer Schriftsteller
- Paul Murray Kendall (1911–1973), US-amerikanischer Historiker
- Paul W. Kendall (1898–1983), US-amerikanischer Generalleutnant
- Percy Fry Kendall (1856–1936), britischer Glazialgeologe
- Robert Tillman Kendall (* 1935), US-amerikanischer Pastor, Bibellehrer und Autor
- Samuel Austin Kendall (1859–1933), US-amerikanischer Politiker
- Sarah Kendall (* 1976), australische Komikerin
- Suzy Kendall (* 1944), britische Schauspielerin
- Thomas Kendall (1778–1832), britisch-neuseeländischer Missionar und Linguist
- Tommy Kendall (* 1966), US-amerikanischer Autorennfahrer
- Tony Kendall (1936–2009), italienischer Schauspieler